# Iruvar
Iruvar (The Twosome – The Duo)  – indyjski dramat w języku tamilskim z 1997 roku w reżyserii Maniego Ratnama. Muzykę do filmu skomponował sławny A.R. Rahman. Operatorem jest Santosh Sivan. 
Akcja dramatu rozgrywa się w  stanie Tamilnadu. Film opowiada o życiu dwóch rywali politycznych z lat 80. M.G. Ramachandranie i M. Karunanidhi, pokazuje przemianę człowieka, przemianę poety w polityka, przyjaciela we wroga politycznego. Na tle walk o reformy społeczne dla biednych, a z czasem przede wszystkim o głosy wyborców i o władzę przedstawia rodzenie się przyjaźni, miłości, jej zamieranie, jej trwanie.
W rolach głównych wystąpili Mohanlal i Prakash Raj. W drugoplanowych Tabu, Gouthami, Revathi Menon i Nasser. Film jest debiutem Aishwaryi Rai, do tego czasu modelki i byłej miss piękności. Równolegle film pojawił się w języku telugu pod tytułem Iddaru.

## Cytaty
- "Lustrem polityka są głosy wyborców"
- "Przechodzę do opozycji – ja pytam, on odpowiada"

## Fabuła
Anandan (Mohanlal) marzy o karierze aktora filmowego. Los obdarza go jednocześnie nie tylko sławą gwiazdy filmowej, ale i przyjaźnią poety Tamilchelvama (Prakash Raj). Pełni szczęścia doświadcza w miłości, którą nieoczekiwanie odnajduje w zaaranżowanym wbrew jego woli przez rodzinę małżeństwie z Pushpą (Aishwarya Rai). Po czasie wzrastania ku szczęściu następuje jednak w życiu Anandana czas wchodzenia w ciemność, w ból i zwątpienie. Jego żona umiera, a w chwili zaangażowania się Tamilchelvama w politykę ich przyjaźń też zostaje wystawiona na próbę, poddana pokusie rywalizacji.

## Obsada
- Anandan – Mohanlal jako M.G.Ramachandran
- Selvam – Prakash Raj jako M.Karunanidhi
- Pushpa/Kalpana  – Aishwarya Rai jako J.Jayalalithaa
- Senthamarai – Tabu jako Rajathi Ammal
- Ramani – Gautami jako Janaki Ramachandran
- Maragatham – Revathy jako Dayalu Ammal
- Ayya Veluthambi – Nasser jako C.N.Annadurai
- Madhivanan – Rajesh jako R.Nedunchezhiyan
- Nambi – Delhi Ganesh jako R.M.Veerappan

## Muzyka i piosenki
Autorem muzyki jest A.R. Rahman, który skomponował też muzykę do takich filmów jak: Rangeela, Kisna, Swades, Yuva, Water, Rebeliant, Rang De Basanti, Guru, Dil Se, Saathiya, Lagaan, Taal, Zubeidaa, Earth, Tehzeeb, The Legend of Bhagat Singh, Bombay, Kannathil Muthamittal.
1. "Kannai Katti" (5:56) – Hariharan
2. "Hello Mister Edirkatchi" (4:12) – Harini
3. "Narumugaye" (6:20) – Unnikrishnan & Bombay Jayashree
4. "Venilla Venilla" (4:59) – Asha Bhosle
5. "Ayirathil Naan Oruvan" (5:51) – Mano
6. "Poo Kudiyil Punnagai" (5:31) – Sandhya